# Скоржевский, Павел
Граф  Павел Скоржевский (29 июля 1744—1819) — военный и государственный деятель Речи Посполитой, Варшавского герцогства и Царства Польского, бригадный генерал Варшавского герцогства, сенатор-воевода Царства Польского. Кавалер польского ордена Virtuti Militari.

## Биография
Представитель польского дворянского рода Скоржевских герба «Огоньчик». Сын Антония Скоржевского и Анны Нориц-Яскульской, происходившей из старого поморского рода. Был женат на Элеоноре Щанецкой.
Построил в Росошице дворец с красивым парком. В 1768 году во главе собственного вооруженного отряда участвовал в Барской конфедерации. В 1772 году после первого раздела Речи Посполитой был взят в плен и заключен в темницу в Костшине за сопротивление прусским войскам. В 1788 году Павел Скоржевский был избран послом (депутатом) от Калишского воеводства на Четырёхлетний сейм. Сторонник новой польской конституции 3 мая 1791 года.
Был активным сторонником короля Станислава Понятовского, от которого получил в награду ордена Святого Станислава и Белого Орла.
В 1794 году Павел Скоржевский принял активное участие в польском восстании под руководством Тадеуша Костюшко. Возглавил вооруженное восстание в Великопольше, входившей в состав Прусского королевства. Участвовал в боях под Пыздрами, Калишем, Ставишином, Колом и Клодавой. 30 сентября 1794 года участвовал в битве под Лабишином, где генерал Ян Генрик Домбровский поручил ему командование. После поражения в битве под Мацеёвицами бежал в Дрезден, чтобы избежать ареста прусскими властями. В 1806 году после поражения Пруссии и оккупации французской армией Великопольши Павел Скоржевский вместе с Михаилом Липским встал во главе отряда сотни добровольцев, с которыми 7 ноября 1806 года захватил город Калиш и взял в плен прусский гарнизон. В ноябре 1807 года сформировал в Калише вооруженные польские отряды. В 1812 году был избран маршалком посполитого рушения в Калишском департаменте, а после Венского конгресса (1815) российский император Александр I назначил его сенатором — воеводой калишским.
В 1819 году Павел Скоржевский был похоронен в бернардинском костёле в Калише.